# Ledena dvorana Pionir

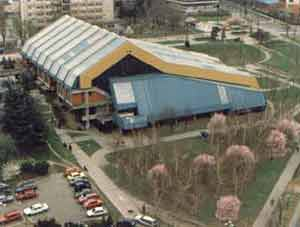
Hallen från utsidan

Ledena dvorana Pionir (svenska: Pinoir ishall) är en ishall i Hala Pionir, den yngsta av sportanläggningarna i idrottscentrumet "Tašmajdan" i Belgrad, Serbien, och är byggd för olika sporter på is. Hallen var färdigbyggd den 12 mars 1978 och har plats för 2 000 åskådare och renoverades delvis 2001. Arenan är 6000 kvadratmeter stor varav 1800 är isplanen. Hallen använd för ishockey, konståkning och skridskoåkning. Under byggandet av hallen las 21 km rör i cementen under planen för att kunna konstfrysa isen. Hallen har använts till bland annat division III och II av världsmästerskapen i ishockey.